# Gare de Cusset
La gare de Cusset est une gare ferroviaire française située sur le territoire de la commune de Cusset, dans le sud-est du département de l'Allier, en région Auvergne-Rhône-Alpes, sur la ligne entre Vichy et Cusset.
Fermée aux voyageurs depuis le milieu du XXe siècle, la gare est ouverte au service fret SNCF pour la desserte, sur Cusset, de la carrière des Malavaux (avec un embranchement dédié) et d'un dépôt de carburant.

## Situation ferroviaire
Établie à 277 mètres d'altitude, la gare de Cusset est située au point kilométrique (PK) 3,488 de la ligne de Vichy à Cusset.
Elle était également située sur la ligne à voie métrique de Vichy à Lavoine-Laprugne — dont elle fut quelques années le terminus — ligne construite et exploitée par le Chemin de fer du Centre (CFC) de 1910 à 1928 puis par la Société générale des chemins de fer économiques (SE) de 1928 à sa fermeture en 1949.

## Histoire
Dès le milieu du XIXe siècle, de nombreux projets de gare à Cusset voient le jour sans aboutir. C'est seulement au tout début du XXe siècle que le projet aboutit, avec la constitution de la Société des Chemins de fer du Centre (CFC) pour la réalisation de la ligne de Cusset à la Loire en voie métrique (le « tacot de la Montagne bourbonnaise »).
En 1907, la Compagnie des chemins de fer de Paris à Lyon et à la Méditerranée (PLM) qui exploite alors la ligne de Paris à Vichy obtient la concession d'une ligne en voie normale entre Vichy et Cusset.
Une décision ministérielle du 25 juillet 1908 fixe l'implantation de la gare sur le site des Boulaires, au nord de la ville, à environ un kilomètre du centre. La gare doit être commune au réseau PLM et à ligne CFC.

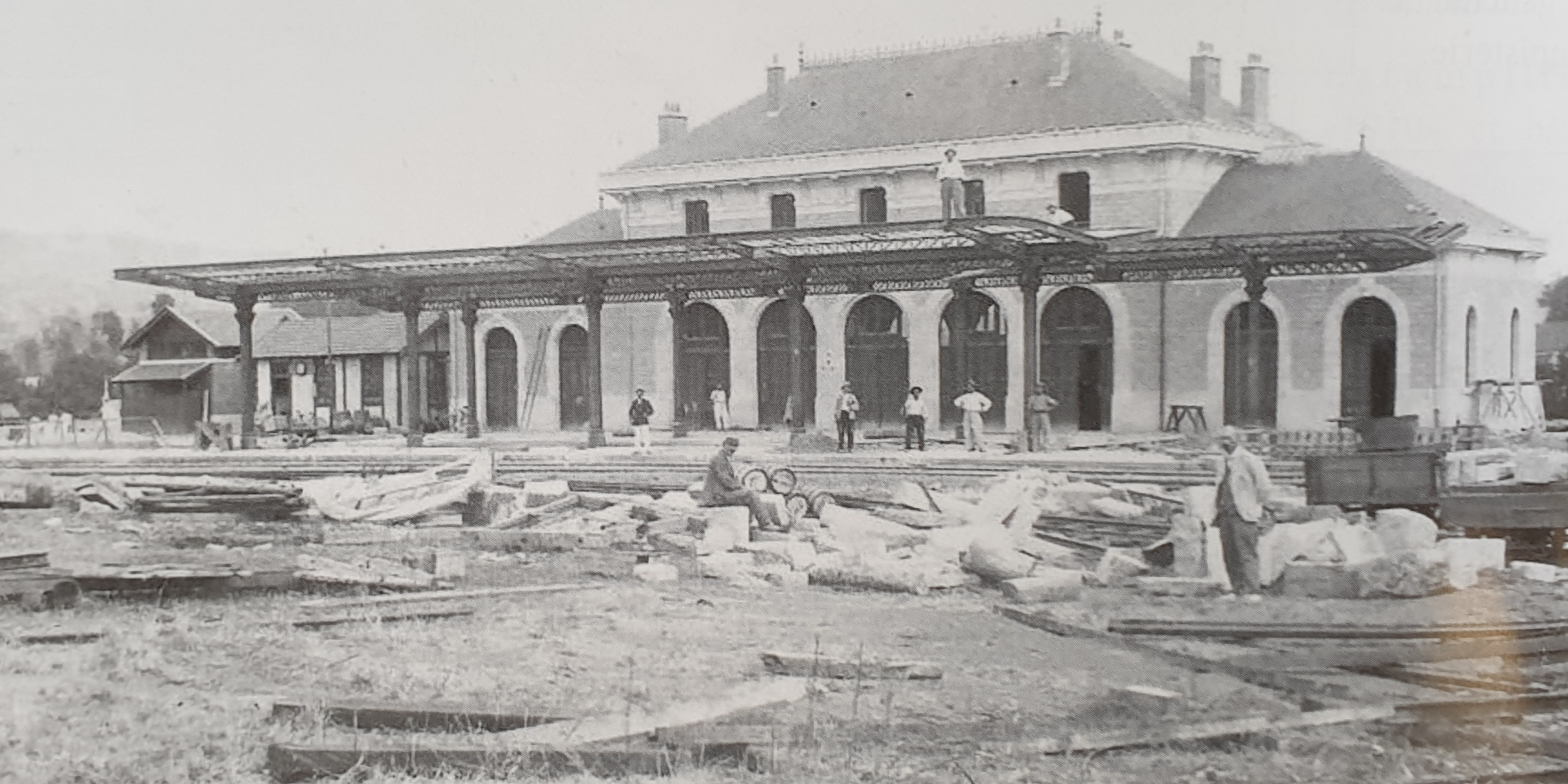
Gare en construction

La gare est dessinée par l'architecte Marius Toudoire qui a souvent travaillé pour la compagnie PLM. Il conçoit un bâtiment assez monumental au regard de la taille de la ville et du trafic attendu. Le bâtiment principal est un édifice à un étage de cinq travées, prolongé de chaque côté par une aile sans étage en léger retrait. L'ensemble mesure 36,1 mètres de long pour une largeur maximale de 8,1 mètres. Les murs sont en moellon de granite apparent.
Chacune des trois parties reçoit une toiture à croupes débordant en pavillon sur une corniche en calcaire. les ouvertures du rez-de-chaussée sont à arc en plein cintre à encadrement en pierre calcaire claire, ceux de l'édifice principal sont plus largement dimensionnés. L’horloge Jappy au fronton de l'édifice, porte l'année de construction (1910).
Les deux quais voyageurs sont abrités par des verrières.
Juste à l'est du bâtiment voyageurs, se trouvent plusieurs voies de garage affectées au transport des marchandises avec le long de la voie la plus au sud, un grand quai couvert et à côté une grue de 6 tonnes. Au nord-ouest, juste au dessus de la rue de Paris, a été installé un pont tournant.
Un bâtiment est construit juste à l'est pour servir de remise et d'atelier aux locomotives et wagons des CFC dont elle est la gare principale avec à côté un plus petit bâtiment servant de réfectoire et vestiaire pour le personnel des CFC. Juste à l'est de la gare, un bâtiment est construit pour abriter la lampisterie (du fait du risque d'incendie, ce bâtiment était dans de nombreuses gares séparé du bâtiment principal, il abrite aujourd'hui un habitation).

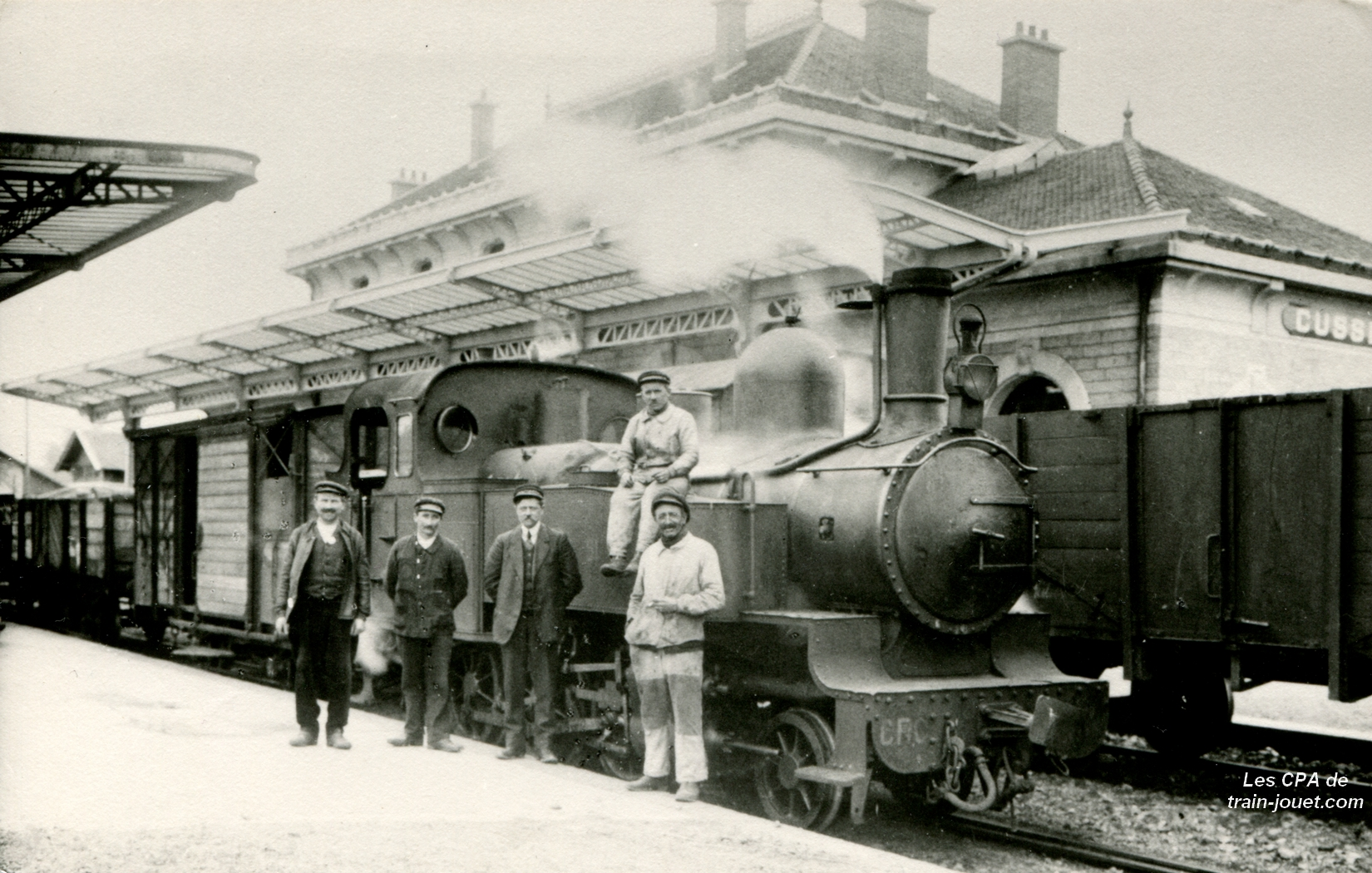
Le « tacot » en gare de Cusset, tracté par une Decauville 130T

La gare est ouverte à l'exploitation le 11 juillet 1910 pour une partie de la ligne à voie métrique de Cusset à Ferrières-sur-Sichon , ligne prolongée l'année suivante jusqu'à Lavoine et quelques années plus tard, via le col du Beau-Louis, jusqu'au réseau de la Loire permettant une liaison avec Roanne. La construction de la voie normale vers Vichy est terminée à l'été 1912, avec ouverture à l'exploitation le 4 juillet.
La PLM décide pour des raisons économiques — le trafic voyageur était déjà en grande partie capté par le tramway reliant les deux villes créé et exploité par Émile Lapeyre, l'un des deux fondateurs des CFC — d'affermer sa concession voyageurs entre Vichy et Cusset aux CFC, ne conservant que l'exploitation de la ligne pour le trafic marchandise. Cette même année 1912, une voie métrique entre Cusset et Vichy est imbriquée dans la voie normale existante mais pas jusqu'à la gare de Vichy, la compagnie PLM évoquant de grands travaux à venir dans cette dernière et que la ligne à voie métrique y serait prolongée à ce moment-là.
Une gare « temporaire » assez sommaire, dite Vichy-Local ou embarcadère du Tacot, est alors créée par les Chemins de fer du Centre environ 600 mètres au nord de la gare principale, juste avant le Sichon. Elle entre en service le 4 juillet 1912 et devient le départ et le terminus des tacots (mais la gare principale de ceux-ci reste celle de Cusset).

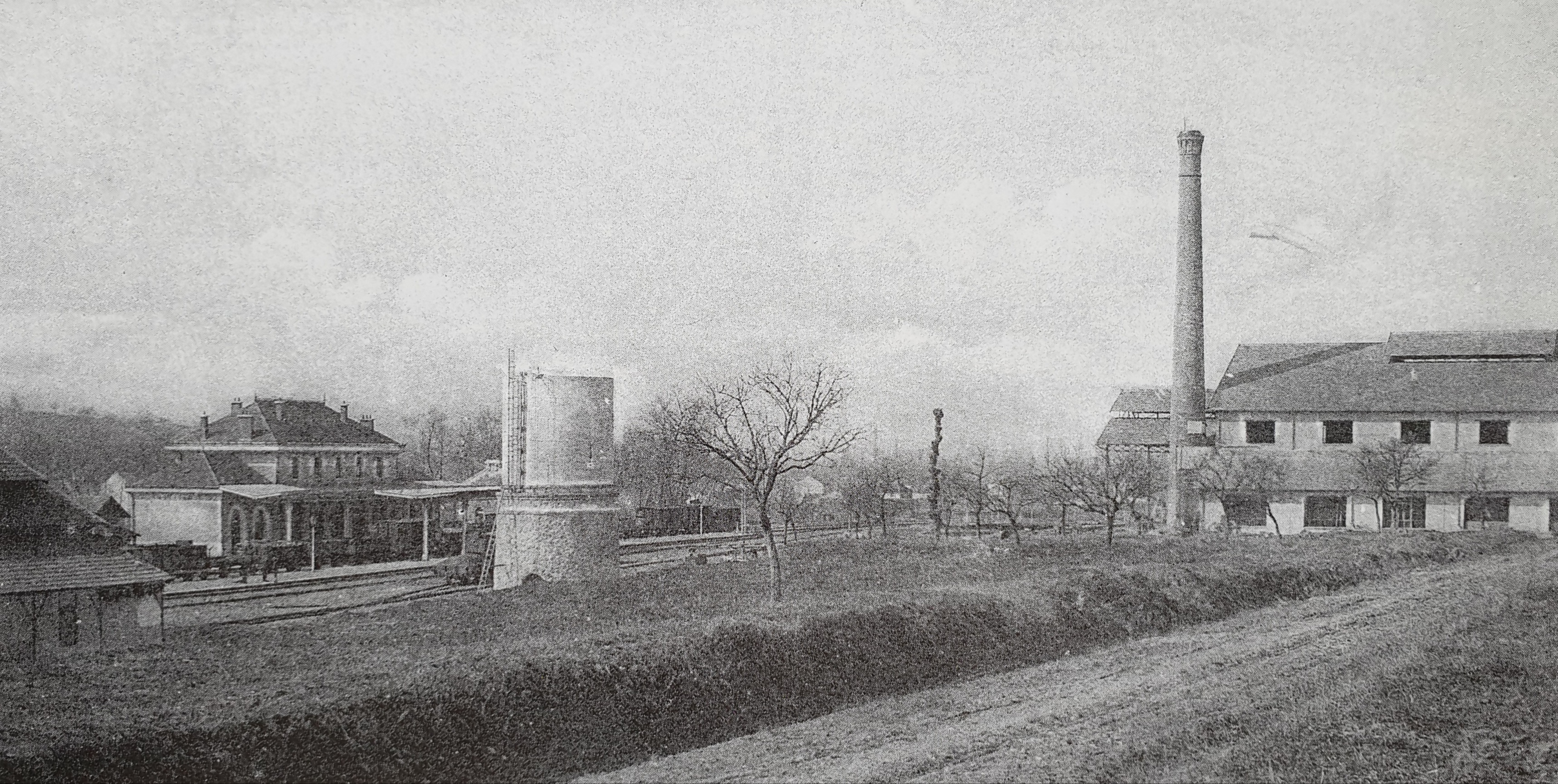
Gare de Cusset et à droite la verrerie de Vichy-Cusset avec sa cheminée. Tout à gauche, remise et ateliers de la CFC

La création d'une gare à Cusset entraine la création ou le développement des différentes industries locales dont une verrerie, la verrerie de Cusset-Vichy, construite juste en face de la gare, de l'autre côté des voies, par  François Mercier, entrepreneur bourbonnais et l'autre fondateur de la compagnie des CFC. Antony Blanchet créa lui la Société des wagons-foudre du Centre qui louait ce type de wagon (ancêtre du wagon-citerne).
Après près de 20 ans d'attente, la ligne à voie métrique est enfin prolongée en 1930 jusqu'à la gare principale de Vichy (la gare PLM et actuelle gare). Lourdement déficitaire, l'exploitation de la ligne Vichy-Lavoine-Laprugne est arrêtée en 1949 et la voie métrique est démontée peu après. Mais la section de la gare de Cusset aux Malavaux est néanmoins conservée comme embranchement particulier pour l'exploitation de la carrière, les roches étant alors transbordées sur des wagons à voie normale à la gare de Cusset. Cette section est mise à voie normale en 1963 et le transbordement en gare cesse.
La particularité de la gare de Cusset fut d'être commune à deux réseaux dont l'écartement des voies était différent : voie normale, puis voie normale avec imbrication d'une voie métrique ( quatre files de rails) vers Vichy (PLM) et voie métrique vers Le Mayet-de-Montagne et Lavoine-Laprugne, ce que l'on retrouvait dans certaines gares PLM de la région où se croisaient les lignes du grand réseau et celles du réseau secondaire départemental.
Le bâtiment voyageurs est aujourd'hui la propriété de la commune de Cusset.

## Service des voyageurs

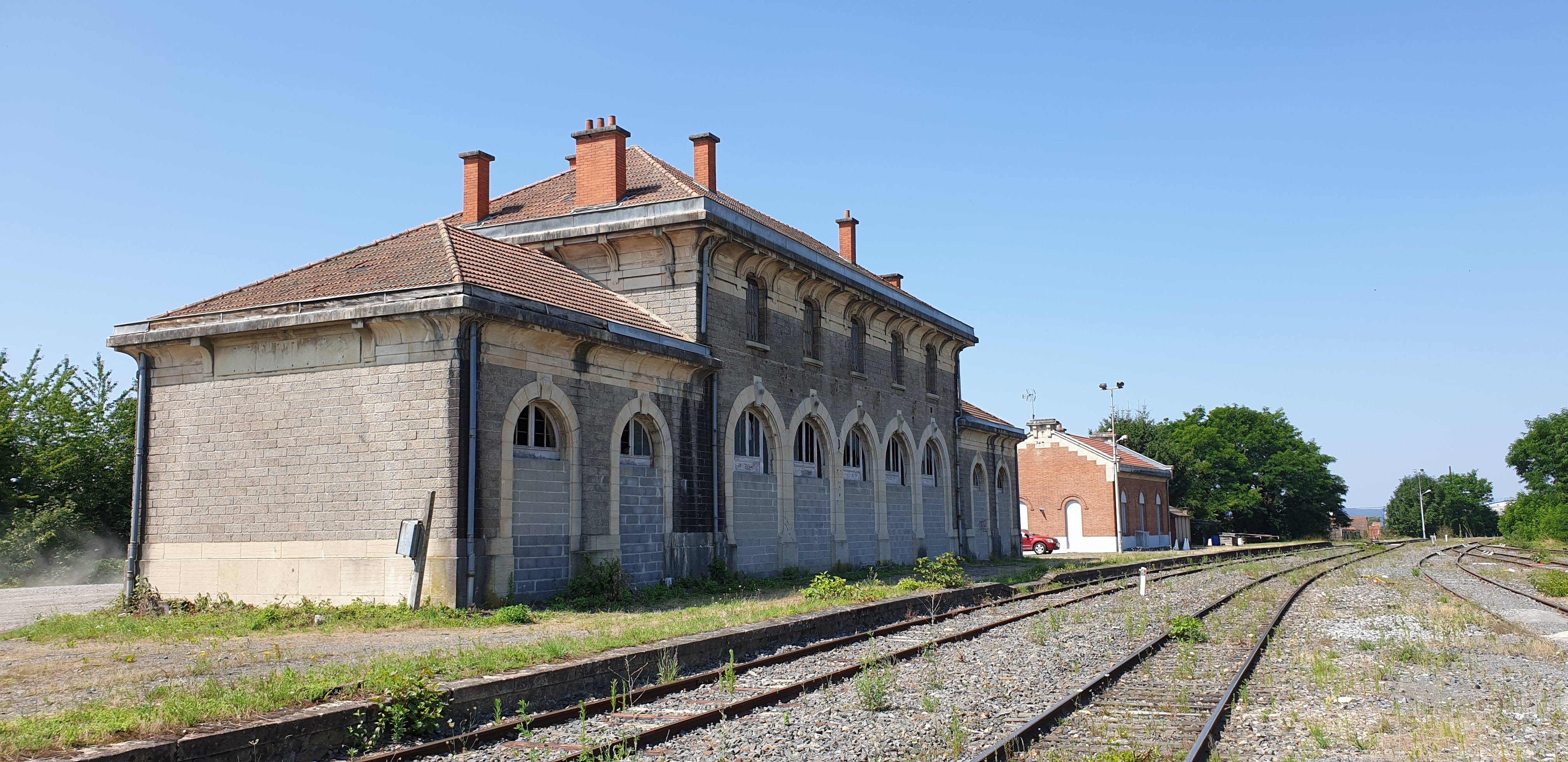
La gare fermée, côté voies, en juillet 2021

À la suite de la fermeture de la ligne à voie étroite en 1949, la gare de Cusset a été fermée au trafic de voyageurs.

## Service des marchandises
Cette gare est ouverte au service du fret. Un trafic subsiste aujourd'hui pour desservir la carrière des Malavaux via un embranchement d'un peu plus d'1,5 km au delà de la gare, embranchement reprenant en grande partie le tracé de l'ancienne ligne vers Lavoine, et un dépôt d'hydrocarbures de la société Lagarde Distribution se trouvant lui en bord de voie, environ 550 m en amont de la gare.